# Paul Gonzales
Paul Garza Gonzales Jr. (ur. 18 kwietnia 1964 w East Los Angeles) – amerykański bokser, złoty medalista letnich igrzysk olimpijskich z Los Angeles w kategorii papierowej oraz wicemistrz igrzysk panamerykańskich z Caracas. W latach 1985–1991 walczył zawodowo w wadze muszej.

## Kariera zawodowa
Pierwszą walkę zawodową stoczył 11 sierpnia 1985 roku z Jose Torresem. Po wygraniu 8 walk doznał pierwszej porażki, w pojedynku z Rayem Medelem (17 czerwca 1988). W ciągu następnych kilkunastu miesięcy wygrał jednak 6 walk z rzędu. Dzięki temu otrzymał szansę walki o mistrzostwo świata IBF przeciwko Orlando Canizalesowi. Odbyła się ona 10 czerwca 1990 roku. Gonzales przegrał przez TKO, na skutek rozcięcia. Po tym niepowodzeniu stoczył jeszcze cztery walki, z których dwie przegrał, i w 1991 roku zakończył karierę.